# Post Orgasmic Chill
Post Orgasmic Chill é o terceiro álbum de estúdio da banda Skunk Anansie, lançado a 10de Agosto de 1999.

## Faixas
Todas as faixas por Skunk Anansie.
1. "Charlie Big Potato" - 5:30
2. "On My Hotel T.V." - 3:33
3. "We Don't Need Who You Think You Are" - 4:21
4. "Tracy's Flaw" - 4:30
5. "The Skank Heads" - 3:11
6. "Lately" - 3:53
7. "Secretly" - 4:45
8. "Good Things Don't Always Come to You" - 5:25
9. "Cheap Honesty" - 3:47
10. "You'll Follow Me Down" - 4:01
11. "And This Is Nothing That I Thought I Had" - 3:04
12. "I'm Not Afraid" - 4:48
13. "Post Orgasmic Sleep" - 5:17 (Japan bonus track)